# H1-Lampe

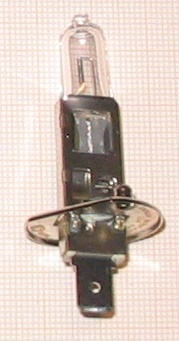
H1-Lampe mit 55 W

Die H1 ist eine Halogenlampe, die für den Einsatz in Kfz-Scheinwerfern, Nebel- und Fernscheinwerfern konzipiert ist. Sie wird auch häufig für die Beleuchtung von Einsatzfahrzeugen verwendet.

## Herkunft
Die H1 war die erste Halogenlampe, die für die Verwendung in Kraftfahrzeugen zugelassen wurde. Sie wurde 1962 von einer Gruppe europäischer Hersteller von Glühlampen und Scheinwerfern eingeführt. Die Glühlampe wurde in den USA erst 1997 zugelassen.

## Technische Daten

### Sockel
Die H1-Lampe verwendet einen P14,5s-Sockel gemäß IEC 60061. Dabei handelt es sich um einen runden Metallsockel mit einem Durchmesser von 14,5 mm, der eine flache Seite und zwei Vertiefungen aufweist, so dass die H1-Lampe nur in der einen korrekten Ausrichtung in eine Leuchte eingesteckt werden kann. In der Mitte des Sockels befindet sich ein 6,35-mm-Flachstecker, über den die Stromversorgung erfolgt. Die Masseverbindung erfolgt über den Metallsockel selbst.

### Leistung und Ausgang
Nach der ECE-Regelung 37, die in den meisten Ländern der Welt für Autoglühlampen gilt, beträgt die Nennleistung der H1-Lampe 55 W bei 12 V, die Prüfleistung 68 W (maximal) und 1550 lm ± 15 % bei 13,2 V. R37 enthält auch Bestimmungen für H1-Lampen mit 6 V, 55 W und 24 V, 70 W. Die Regierung der Vereinigten Staaten erkennt die ECE-Vorschriften nicht an, sondern wendet ihre eigenen Vorschriften an. Danach ist die H1-Lampe für 65 W (maximal) und 1410 lm ± 15 % bei 12,8 V ausgelegt. Trotz der beiden unterschiedlichen Spannungsvorgaben und Prüfprotokolle sind die Lampen selbst identisch; mit wenigen Ausnahmen werden 12-V-H1-Lampen im Allgemeinen so hergestellt und geprüft, dass sie beiden Vorschriften entsprechen.

## Varianten

### Konform
Die Toleranz für die Lichtleistung ist mit 30 % (± 15 %) angegeben, dadurch können H1-Lampen für eine längere Lebensdauer (bei geringerem Lichtstrom und geringerer Leuchtdichte) oder für einen höheren Lichtstrom und eine höhere Leuchtdichte (bei kürzerer Lebensdauer) optimiert werden.